# Apollonia von Wiedebach
Apollonia von Wiedebach (auch: Appolonia) (* 1470 in Freiberg; † 21. Januar 1526 in Leipzig) war eine sächsische Adlige und Stifterin.

## Leben und Wirken
Als Tochter des Freiberger Bürgermeisters Stefan Alnpeck gehörte sie schon von Geburt an zu den angesehensten Familien der Bergstadt. Sie heiratete den Leipziger Ratsherrn Jacob von Blasbalg, den Begründer der Finanzkasse des Herzogtums Sachsen. Blasbalg übertrug ihr 1487 das Rittergut Lößnig auf Lebenszeit. Aus dieser Ehe stammen drei Söhne.
Nach dem Tod Blasbalgs 1490 betraute der Landesherr zunächst den Schneebergischen Zehntschreiber Caspar von Sals, nach dessen Rücktritt im Spätjahr 1490 dann die verwitwete Apollonia mit der Rechnungsführung des Herzogtums. Damit war sie die erste Frau im ernestinischen Sachsen, die eine solche Funktion ausüben durfte.

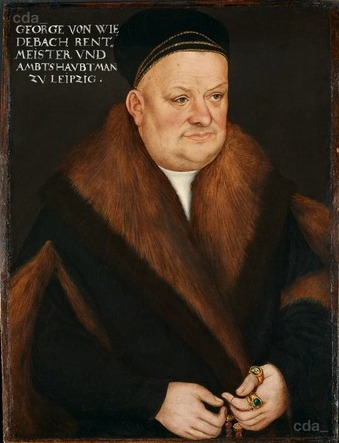
Zweiter Ehemann Georg von Wiedebach

1491 heiratete sie den herzoglichen Amtmann und Rentmeister Georg von Wiedebach, einen der vermögendsten Männer Sachsens, der zu Ostern 1491 die herzogliche Rechnungsführung übernahm. Später war Wiedebach auch Burghauptmann der Pleißenburg in Leipzig. Nach dem Tod Wiedebachs 1524 fiel dessen Vermögen an Apollonia, die es für wohltätige Zwecke testamentarisch in Stiftungen einbrachte, die bis zum Anfang des zwanzigsten Jahrhunderts ausgeführt worden sind. Diese betrafen Krankenhäuser, arme Leute und auch die Stadt Leipzig für die Verbesserung der Straßen. Ihr Geld gab sie auch für die Finanzierung einer lutherischen Predigerstelle zu St. Thomas oder St. Nikolai, da sie Anhängerin und Befürworterin der Reformation war, obwohl ihr Gatte als Staatsbeamter katholisch gewesen war.
Die Stadt Leipzig ehrte ihre ehemalige Bürgerin und großzügige Stifterin 1895 mit der Benennung von Wiedebachstraße und Wiedebachplatz in dem 1891 eingemeindeten Stadtteil Connewitz. Des Weiteren trägt eine Oberschule in Connewitz seit 2007 ihren Namen.